# Alex Michaelides
Alex Michaelides (în greacă modernă Άλεξ Μιχαηλίδης / Μιχαηλίδης; n. 4 septembrie 1977, Cipru) este un scenarist și scriitor cipriot britanic, autor de bestsellere. Romanul său de debut⁠(d), thrillerul psihologic Pacienta tăcută, a fost inclus pe listele de bestselleruri ale publicațiilor The New York Times și The Sunday Times, cu peste 6,5 milioane de exemplare vândute.

## Biografie
Michaelides s-a născut pe 4 septembrie 1977 în Cipru dintr-un tată cipriot grec⁠(d) și o mamă engleză. A locuit până la vârsta de 18 ani în orașul Nicosia din Cipru și a citit scrierile unor autori celebri precum Charles Dickens, Henry James, Agatha Christie, Robert Graves, Evelyn Waugh, Margaret Atwood și Angela Carter⁠(d), fiind fascinat îndeosebi de romanele polițiste ale Agathei Christie, care au constituit ulterior sursa de inspirație a scrierilor sale. A studiat literatura engleză la Trinity College din cadrul Universității din Cambridge și a obținut ulterior un master în scenaristică la American Film Institute din Los Angeles.
A studiat psihoterapia timp de trei ani și a lucrat timp de doi ani la clinica Northgate Clinic Adolescent, un centru psihiatric de stat pentru adolescenții care se confruntă cu boli mintale complexe. Această activitate i-a oferit material și inspirație pentru romanul său de debut Pacienta tăcută. A devenit tot mai interesat de psihologie și a început să citească scrierile lui Dorothy L. Sayers, P.D. James și Ruth Rendell⁠(d), încercând să înțeleagă mecanismele psihologice care stau la baza transformării unui om într-un potențial criminal.

## Activitatea literară
Michaelides a scris scenariul filmului The Devil You Know⁠(d) (2013), cu Lena Olin, Rosamund Pike și Jennifer Lawrence, și a fost unul din scenariștii filmului The Con Is On⁠(d) (2018), cu Uma Thurman, Tim Roth, Parker Posey și Sofia Vergara. „Am făcut trei filme”, a spus Michaelides despre cariera sa de scenarist, „și au mers din rău în mai rău”. După ce a întâlnit pe cineva la o petrecere care i-a spus că a văzut unul dintre filme și nu se aștepta să fie „atât de interesant”, a decis să renunțe la filme și să scrie un roman.
Romanul de debut al lui Michaelides, Pacienta tăcută, a fost nr. 1 pe lista de bestselleruri de ficțiune hardback al ziarului New York Times în prima săptămână după lansare și a fost cel mai bine vândut roman de debut din SUA în anul 2019. El a fost clasat timp de șapte săptămân în top 10 bestselleruri al ziarului The Sunday Times. Pe site-ul Amazon.com, a fost locul 2 în topul celor mai vândute cărți din ficțiune în anul 2019 și considerat thriller-ul nr. 1 al anului 2019. A câștigat, de asemenea, premiul Goodreads Choice pentru cel mai bun roman al anului 2019 la categoria mister și thriller, a fost desemnat alegerea clubului de carte Richard & Judy⁠(d) și cartea lunii de către ziarul The Times. A fost selecționat la premiul Barry⁠(d) pentru cel mai bun roman de debut ș la premiul „Cartea anului” a rețelei de librării Barnes and Noble⁠(d).
Al doilea roman al lui Michaelides, Fecioarele, a fost publicat pe 10 iunie 2021 de Orion Publishing⁠(d) (Marea Britanie) și pe 15 iunie 2021 de Celadon Books (SUA). Este o poveste polișistă cu substrat psihologic despre o serie de crime care au avut loc la un colegiu din Cambridge. Romanul a debutat pe locul doi pe lista de bestselleruri de ficțiune The New York Times în săptămâna care s-a încheiat pe 19 iunie 2021.
Cărțile lui Michaelides se caracterizează prin îmbinarea ficțiunii polițiste cu psihoterapia, autorul declarând următoarele: „Cred că mereu am avut un talent pentru crearea intrigilor, dar am avut dificultăți în a accesa orice nivel de profunzime în scrierile mele, lucru ce s-a datorat în mare parte faptului că nu mă cunoșteam și nu mă înțelegam cu adevărat ca persoană. Când am început să fac terapie și mai apoi s-o studiez, am început să înțeleg mai bine oamenii și ceea ce-i motivează să facă lucrurile pe care le fac. Și mai apoi am început să mă concentrez pe psihologia personajelor. În loc să încerc să introduc personaje într-o intrigă, las personajele să dicteze intriga și s-o modeleze potrivit personalității lor.”.
Compania de producție a lui Brad Pitt, Plan B⁠(d), lucrează la ecranizarea romanului Pacienta tăcută. Cartea Furia urmează, de asemenea, să fie adaptată într-un film de lung metraj, pe baza scenariului propriu al autorului, iar romanuk Fecioarele va fi ecranizat într-un serial de televiziune.

## Scrieri
- Pacienta tăcută (The Silent Patient, 2019; traducere în română de Dana-Ligia Ilin, Ed. Litera, București, 2019)
- Fecioarele (The Maidens, 2021;[15] traducere în română de Dana-Ligia Ilin, Ed. Litera, București, 2021)
- Furia (The Fury, 2024;[17] traducere în română de Dana-Ligia Ilin, Ed. Litera, București, 2024)